# Stof (fysik)
 For alternative betydninger, se Stof. (Se også artikler, som begynder med Stof)
 Denne artikel bør gennemlæses af en person med fagkendskab for at sikre den faglige korrekthed.

Stof, også kaldt materie, er alt, der vekselvirker med observerbare fænomener. I denne sammenhæng skal der med observerbar forstås observerbar med alle de videnskabeligt anerkendte og rigtigt anvendte måleinstrumenter, vi har. Der er en tendens til ikke at opfatte visse manifestationer af energi, som f.eks. fotoner (lys) og lyd som stof. Men i fysik er denne forskel svær at opretholde, da stof og energi ifølge relativitetsteorien kan konverteres til hinanden. Stof siges at have masse og at fylde i rummet, men der er tekniske problemer i fysik med begge kriterier, se: Materialisme.

## Stof og Albert Einsteins relativitetsteori
"Grunden" til problemerne er, at Albert Einsteins relativitetsteori har "fjernet" eller svækket begreberne tyngdekraften, gravitation og rummet – og "genfødt" universet til at "være" i rumtiden. Alle elementarpartikler i relativitetsteorien forårsager rumtidskrumning i rumtiden, inkl. fotoner, mørke stof og den mørke energi. Definerer man derfor stof til at være noget, der har gravitationel indvirkning, så er alt, der er sammensat af elementarpartikler, stof.
Gravitation i relativitetsteori kan forstås således: Antag at der i rumtiden er en ikke-roterende sol og på grund af denne sols samling af elementarpartikler vil rumtiden krumme; med den største krumning tættest på den og svagere og svagere jo længere man er fra denne sol. 
En enkelt eller en samling af elementarpartikler (det ikke-roterende legeme Q) antages at være "et godt stykke" fra solen og vil blive på virket af solens rumtidskrumning, hvor Q er. Denne og Q's egen rumtidskrumningsbidrag forårsager at Q accelererer direkte mod solen (og omvendt).
Hvis solen og/eller legemet Q roterer, vil rumtiden blive trukket eller vredet (frame dragging) om det pågældende legeme. Dette vil påvirke den bane Q vil tage gennem rumtiden.
Pointen i det ovenstående er, at solen og Q ikke trækker direkte i hinanden med en kraft som Isaac Newton ræsonnerede sig frem til. Derimod formidler rumtiden en krumning som udbreder sig med lysets hastighed. Det er denne rumtidskrumning som formidler "gravitations"-påvirkningerne.